# 大韓民国弁護士
『大韓民国弁護士』（だいかんみんこくべんごし、原題：대한민국 변호사）は、2008年7月9日から2008年9月4日までMBCで放送された韓国のテレビドラマ。毎週水曜と木曜の21時55分から約75分間放送された。全16話。
韓国一の大手法律事務所と、そこの経理係だった新人弁護士の事務所を舞台に、それぞれの弁護士や依頼人などの間で繰りひろげられる恋愛喜劇。

## 登場人物

### 主要人物
ハン・ミングク〈30代半ば〉
演 - イ・ソンジェ
資産運用会社の代表。エリと離婚する。慰謝料についてエリと争う。
イ・エリ〈29歳〉
演 - ハン・ウンジョン
元女優。ハン・ミングクと離婚する。イギョンとは中学・高校の同級生。
ピョン・ヒョク〈34歳〉
演 - リュ・スヨン
韓国一の大手法律事務所「デボ」に所属する弁護士。以前イギョンと同棲していた。
ウ・イギョン〈29歳〉
演 - イ・スギョン
新米弁護士。エリとは中学・高校の同級生。「デボ」の元経理社員で、弁護士のヒョクと同棲していた。

### ハン・ミングクの関連人物
オ・リュドン〈30歳〉
演 - ソ・ドンイル 
ハン・ミングクの秘書。
コ・ギョンヒ〈50代後半〉
演 - パク・ウォンスク
ハン・ミングクの母。

### イギョンの関連人物
オ・オッキ〈42歳〉
演 - イム・イェジン
イギョンの弁護士事務所の事務長。ウ・ソッコと恋に落ちる。
ウ・ソッコ〈53歳〉
演 - イ・ヒド
イギョンの父。オ・オッキと恋に落ちる。
プンシン商業女子校の校長
演 - キム・ソンギョム
イギョンとエリの恩師。

### ピョン・ヒョクの関連人物
オ・ヨンタク〈40代〉
演 - チョン・ホグン
パートナークラスの弁護士。オ・オッキに片思いする。
チェ・ゴス〈50代〉
演 - イ・ホジェ
韓国一の大手法律事務所「デボ」の創立者で代表。
チェ代表の秘書〈20代〉
演 - イ・セナ
ピョン・ヒョクに片思いしている。

### その他の人物
ペ・スジン〈30代〉
演 - カン・ソンジン
芸能記者。名前「ペスジン」は「背水の陣」という意味。
ムン社長〈40代〉
演 - チョン・ウンピョ
芸能マネージメント会社社長。
不動産屋のおばさん
演 - シン・シネ
ピョン・ヒョクの味方をする。

## スタッフ
- 演出：ユン・ジェムン[1](윤재문)
- 脚本：ソ・スキャン[1](서숙향)

## 日本での放送
日本では、BS日テレで2009年7月3日から2009年7月24日まで毎週月曜から金曜13時30分 - 14時24分で放送され、2009年12月1日から2009年12月22日まで毎週月曜から金曜13時30分 - 14時24分で再放送された。地上波では、テレ玉にて2009年11月2日から2010年3月8日まで毎週月曜19時00分 - 19時55分まで放送された。また岐阜テレビにて2009年12月17日から2010年4月22日まで 毎週木曜11時30分 - 12時25分に放送。またtvkでは、2011年2月24日から2011年6月9日まで毎週木曜15時00分 - 15時55分に放送。
| 話数   | サブタイトル                |
| ------ | --------------------------- |
| 第01話 | 彼らの縁                    |
| 第02話 | 弁護士はこちらです!         |
| 第03話 | 秤の上の大韓民国            |
| 第04話 | 目を閉じないで              |
| 第05話 | 独りもんもん 大韓民国       |
| 第06話 | 3文字                       |
| 第07話 | 嘘つきは誰?                 |
| 第08話 | 予測不可能な心臓            |
| 第09話 | 50秒のあと                  |
| 第10話 | ダメな理由だらけでも        |
| 第11話 | 待ち続けても                |
| 第12話 | できるできないも 友達だから |
| 第13話 | ブリキの弁当箱              |
| 第14話 | 恋などあきらめる            |
| 第15話 | 利己的な選択                |
| 第16話 | 3回は聞いてよ               |